# Boliarov
Boliarov es un municipio del distrito de Košice-okolie en la región de Košice, Eslovaquia, con una población estimada a final del año 2024 de 1074 habitantes.
Se encuentra ubicado en el centro de la región, en la cuenca hidrográfica del río Sajó (afluente derecho del Tisza) y cerca de la frontera con la región de Prešov y con Hungría.

## Demografía
| Año        | 1994 | 2004     | 2014     | 2024     |
| ---------- | ---- | -------- | -------- | -------- |
| Población  | 486  | 625      | 826      | 1074     |
| Diferencia |      | +28,60 % | +32,16 % | +30,02 % |

| Año        | 2023 | 2024    |
| ---------- | ---- | ------- |
| Población  | 1051 | 1074    |
| Diferencia |      | +2,18 % |